# Bernard Gagnepain
Pour les articles homonymes, voir Gagnepain.
Bernard Gagnepain est un historien de la musique et musicologue français, né à Sully-sur-Loire le 22 août 1927 et mort le 25 décembre 2020 à Paris.

## Biographie
Après avoir suivi des études littéraires et musicales, il participe au séminaire européen de musique ancienne de Bruges dont il devient directeur en 1967. 
Spécialiste de la musique française ancienne, auteur d'une thèse sur Jean Servin, comportant la mise en partition de l'œuvre entière de ce compositeur, il est assistant au Conservatoire national supérieur de musique et de danse de Paris pour l'histoire de la musique préclassique et, en même temps, chargé de cours à la Sorbonne pour la musique de la Renaissance et la paléographie musicale. 
Il collabore à des ouvrages collectifs, tels que La Musique, sous la direction de Norbert Dufourcq (1965), et l'Encyclopédie des musiques sacrées (1969), ainsi qu'à des dictionnaires et à des encyclopédies musicales françaises ou étrangères, et publie notamment La Musique française du Moyen Âge et de la Renaissance (1961) et Histoire de la musique au Moyen-Âge, tome 2, XIIIe – XVIe siècles (1996).

## Publications
- Elzéar Genet dit Carpentras: un musicien pour Dieu, par Pierre Avon, préface de Bernard Gagnepain, Pernes-les-Fontaines, Études comtadines, 2012.
- Histoire de la musique au Moyen-Âge 2, XIIIe – XIVe siècles, avec Sylvie Pébrier, Paris, Seuil, 1996.
- La Musique à travers ses formes, avec Aimé Agnel, Yolande de Brossard, Nanie Bridgman et Guy Ferchault, Paris, Larousse, 1978.
- Les Grandes dates de l'histoire de la musique, avec Norbert Dufourcq, Marcelle Benoît et Pierrette Germain, Presses universitaires de France, 1969.
- Encyclopédie des musiques sacrées, dirigée par Jacques Porte, Paris, Labergerie, 1969.
- La Musique, avec Norbert Dufourcq, Paris, Larousse, 1965.
- La Musique française du Moyen-Âge et de la Renaissance, Presses universitaires de France, 1961.
- Œuvres choisies de Jean Servin, restituées et présentées par Bernard Gagnepain, musique imprimée, Paris, Costallat, 1957.